# This Moment
This Moment é o décimo sexto álbum de estúdio do cantor Steven Curtis Chapman, lançado a 23 de Outubro de 2007.
O disco atingiu o nº 47 da Billboard 200, o nº 1 do Top Christian Albums e o nº 47 do Top Internet Albums.

## Faixas
Todas as faixas por Chapman, exceto onde anotado
1. "Miracle of the Moment" (Bronleewe, Chapman) – 3:28
2. "Broken" – 3:34
3. "Cinderella" – 4:25
4. "Yours" (Chapman, Myrin) – 6:39
5. "Something Crazy" (Bronleewe, Chapman) – 3:38
6. "Children of God" – 4:12
7. "One Heartbeat at a Time" – 4:04
8. "My Surrender" (Bronleewe, Chapman) – 3:24
9. "You Are Being Loved" – 5:25
10. "Definition of Me" – 3:25
11. "With One Voice" (Chapman, Redman) – 4:58